# Ágnes Magyar
Ágnes Magyar (* 31. März 1967 in Budapest) ist eine ungarische Badmintonspielerin. 

## Karriere
Ágnes Magyar wurde drei Mal ungarische Mannschaftsmeisterin. Alle Titel gewann sie mit dem Team von Honvéd Zrínyi SE, mit welchem sie bei den nationalen Titelkämpfen 1983, 1984 und 1986 erfolgreich war.

## Sportliche Erfolge
| Saison | Veranstaltung            | Disziplin  | Platz | Name |
| ------ | ------------------------ | ---------- | ----- | --- |
| 1983   | Ungarische Meisterschaft | Mannschaft | 1     | Honvéd Zrínyi SE (György Vörös, Béla Jankovich, Ferenc Rolek, László Rakonczai, Tibor Pinke, Ildikó Vígh, Judit Fejes, Ágnes Magyar) |
| 1984   | Ungarische Meisterschaft | Mannschaft | 1     | Honvéd Zrínyi SE (György Vörös, Béla Jankovich, Ferenc Rolek, László Rakonczai, Tibor Pinke, Ildikó Vígh, Judit Fejes, Ágnes Magyar) |
| 1986   | Ungarische Meisterschaft | Mannschaft | 1     | Honvéd Zrínyi SE (György Vörös, Béla Jankovich, Gábor Németh, János Herling, Ildikó Vígh, Judit Fejes, Ágnes Magyar)                 |

## Referenzen
- Ki kicsoda a magyar sportéletben? Band 2 (I–R). Szekszárd, Babits Kiadó, 1995. ISBN 963-495-011-6

| Personendaten    | Personendaten                 |
| ---------------- | ----------------------------- |
| NAME             | Magyar, Ágnes                 |
| KURZBESCHREIBUNG | ungarische Badmintonspielerin |
| GEBURTSDATUM     | 31. März 1967                 |
| GEBURTSORT       | Budapest                      |